# Coccosteus
Coccosteus è un genere estinto di pesci placodermi. I suoi resti fossili sono stati ritrovti in terreni risalenti al Devoniano medio e superiore dei giacimenti in Europa e Nordamerica.

## Acque dolci e acque salate
Questo tipico rappresentante dei placodermi doveva essere molto diffuso, visto che i suoi resti sono stati rinvenuti in moltissimi sedimenti; la maggior parte dei resti proviene da giacimenti di acqua dolce, ma una distribuzione così ampia suggerisce che il coccosteo potesse adattarsi anche all'acqua salata. I ritrovamenti di maggiori dimensioni sono lunghi una quarantina di centimetri, anche se in media questo animale non doveva superare la lunghezza di venticinque centimetri.

## Un piccolo ma efficiente predatore
Come tutti i suoi parenti, gli artrodiri, il coccosteo era dotato di un'articolazione tra l'armatura del cranio e quella del corpo. Oltre a ciò, questo "pesce" possedeva un'altra articolazione interna, tra le vertebre del collo e la parte posteriore del cranio, che gli consentiva di spalancare enormemente la bocca. Questa, costituita da fauci molto lunghe, permetteva al coccosteus 
di essere un efficiente predatore. 

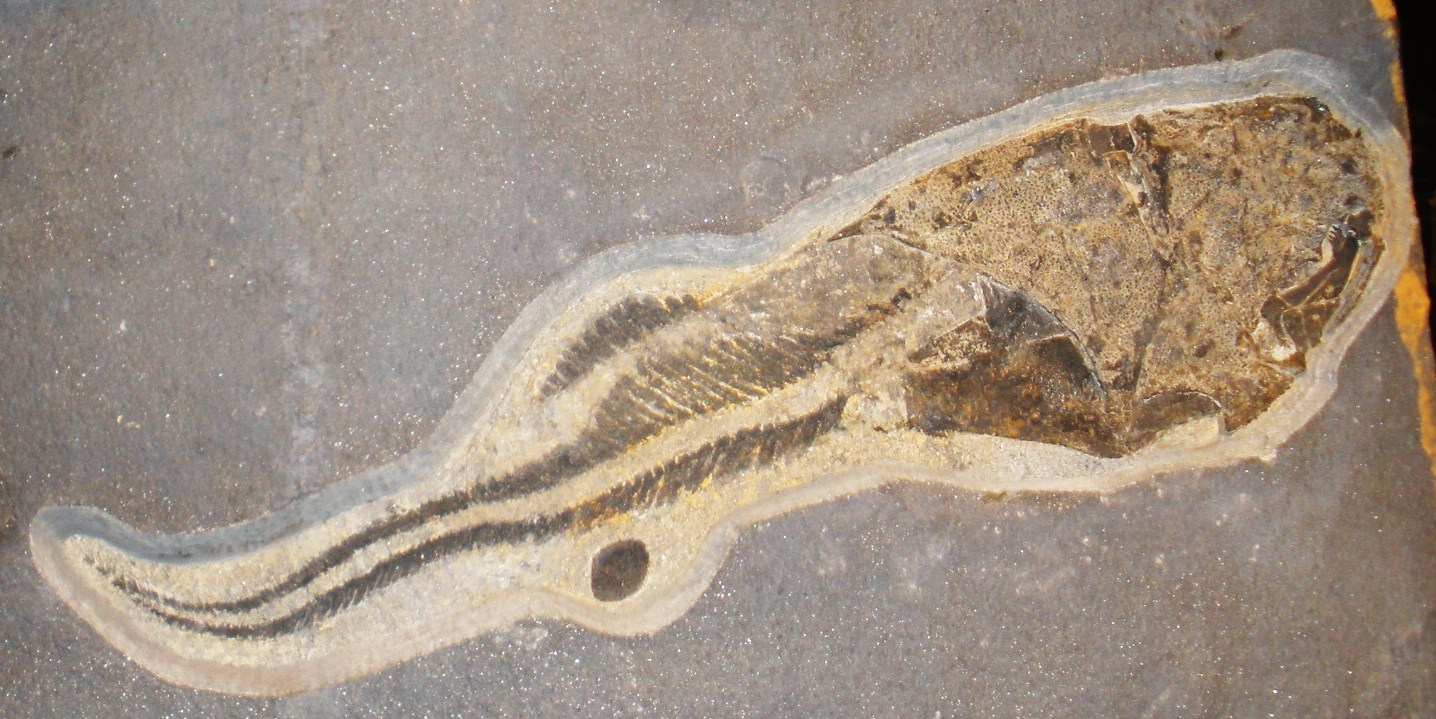
Fossile di Coccosteus cuspidatus

Forse la dieta di questo animale era costituita anche da materiale organico presente nel fango che veniva filtrato attraverso le branchie. Come la maggior parte degli artrodiri, il coccosteo aveva placche ossee all'interno delle mascelle, che andavano a formare una sorta di becco tagliente. In generale, la forma del corpo del coccosteo richiamava quello del suo gigantesco parente Dunkleosteus, anche se gli occhi del coccosteo erano posti più avanti lungo il cranio.

## Specie
Il coccosteo è un fossile abbastanza comune di quelle formazioni note come Arenarie rosse antiche; tra le specie più note C. oblongus, C. decipiens e C. cuspidatus.

## Nella cultura di massa
Una ricostruzione di coccosteo è presente nel Parco della Preistoria di Rivolta d'Adda, accanto a quella di un Cefalaspide, un osteostrace.